# Turahan Bey
Turahan Bey, auch Turakhān Beg (türkisch Turahan Bey; albanisch Turhan Bej; griechisch Τουραχάν μπέης; * im 14. oder 15. Jahrhundert; † 1456) war ein osmanischer Militärkommandeur und von 1423 bis zu seinem Tod im Jahr 1456 Gouverneur von Thessalien. Er nahm an zahlreichen osmanischen Feldzügen im zweiten Viertel des 15. Jahrhunderts teil, kämpfte gegen das byzantinische Reich und in der Schlacht bei Warna gegen ein Kreuzfahrerheer. Seine wiederholten Überfälle auf Morea brachten das byzantinische Despotat in osmanische Abhängigkeit und ebneten den Weg für seine Eroberung. Zur gleichen Zeit legten seine Verwaltung von Thessalien, die Gründung der Stadt Tyrnavos und die Wiederbelebung der Wirtschaft die Grundlage für die osmanische Herrschaft in der Region für die kommenden Jahrhunderte.

## Leben
Turahan wurde als Sohn des Pascha Yiğit Bey geboren, des Eroberers von Skopje und ersten osmanischen Gouverneurs von Bosansko Krajište (später Sandschak Bosnien). Viel mehr ist über Kindheit und Jugend nicht bekannt.
Turahan wurde erstmals im Jahr 1413 als Gouverneur von Widin erwähnt und dann 1422, als er gegen den byzantinischen Gouverneur von Lamia kämpfte. Während des Osmanischen Interregnums unterstützte er Prinz Mustafa Çelebi gegen seine Widersacher und Brüder Mehmed I. und Murad II. Er wurde 1423 Gouverneur von Thessalien und unternahm seinen ersten Feldzug im Mai/Juni desselben Jahres auf die Peloponnes. Seine Kavallerie durchbrach am 21./22. Mai die kurz zuvor wiederaufgebaute Hexamilion-Mauer und plünderte und verwüstete das Innere der Halbinsel ungehindert. Turahan griff byzantinische Städte und Siedlungen an, wie Mystras, Leondari, und Anavryto. Abgesehen von den Plünderungen war der Feldzug wahrscheinlich auch eine Aufklärungsmission, die letztendlich gegen die Besitztümer der Republik Venedig in der Region gerichtet war, da Venedig Versuche unternahm, die verschiedenen christlichen Herrscher Griechenlands gegen den osmanischen Vormarsch zu einen. Bald darauf berichtet der byzantinische Geschichtsschreiber Dukas über Turahans Anwesenheit an der Küste des Schwarzen Meeres. Etwa zur gleichen Zeit kämpfte er auch in Epirus, besiegte lokale Albaner-Clans und machte sie zu Tributpflichtigen an den osmanischen Staat. In den 1430er Jahren kämpfte er mit Ali Bey und Ischak Bey gegen den Aufstand albanischer Fürsten unter Führung von Gjergj Arianiti und Andreas Thopia.
Trotz der Verwüstung auf der Peloponnes war Turahans Feldzug von 1423 nur ein Überfall, und das Byzantiner Despotat von Morea konnte seine Position wiederherstellen und in den nächsten Jahren die gesamte Halbinsel schrittweise wieder unter Kontrolle bringen. Im Jahr 1431 konnte Turahan mit seinen Truppen erneut das Hexamilion überwinden, zerstören und Theben 1435 unter seine Kontrolle bringen und damit verhindern, dass es unter Kontrolle des byzantinischen Despoten von Morea fiel. Das Despotat Morea stand nun unter der ständigen Gefahr einer erneuten osmanischen Invasion und konnte an seiner Unabhängigkeit nur festhalten, indem es kontinuierlich Tribute an Turahan zahlte.

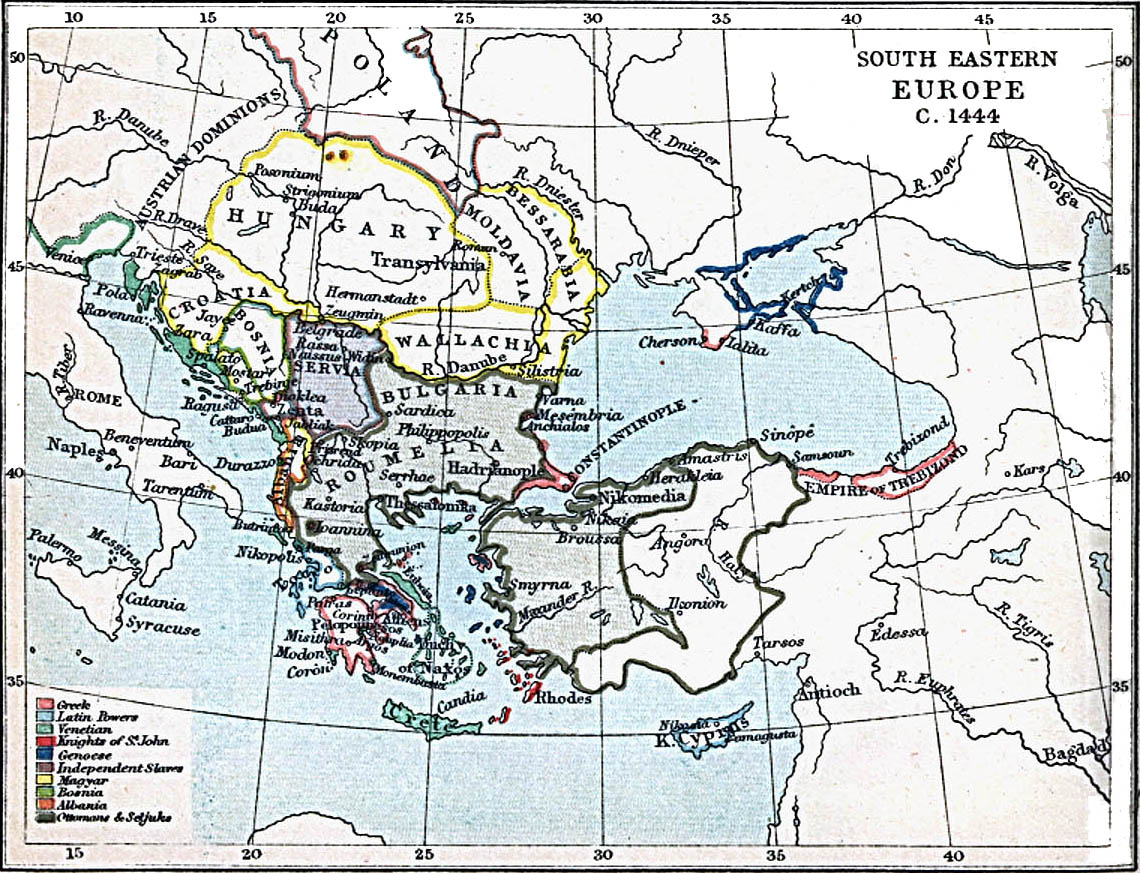
Karte von Südosteuropa (ca. 1444)

Im November 1443 nahm Turahan an der Schlacht von Niš gegen Johann Hunyadi teil, die in einer osmanischen Niederlage endete. Während ihres Rückzugs aus Niš brannten Turahan Bey und Kasim Pascha alle Dörfer zwischen Niš und Sofia nieder. Turahan überredete Sultan Murad II., auch Sofia zu verlassen und eine konsequente Strategie der verbrannten Erde gegen den ungarischen Vormarsch zu verfolgen. Obwohl die Ungarn in der Schlacht von Slatiza schwer getroffen wurden, konnten sie in einer anschließenden Aktion am Berg Kunovica Mahmud Bey, den Schwiegersohn des Sultans, gefangen nehmen und den Eindruck einer insgesamt siegreichen Kampagne propagieren. Zeitgenössische osmanische Quellen machen die Rivalität zwischen Kasim und Turahan für die Niederlage bei Kunovica verantwortlich, während einige behaupten, der serbische Despot Đurađ Branković habe Turahan bestochen, nicht an der Schlacht teilzunehmen. Infolgedessen fiel Turahan in Ungnade und wurde vom Sultan in ein Gefängnis in Tokat verbannt.
Trotzdem wurde er bald wieder in seine Position zurückversetzt, da er 1446 an Murads Feldzug gegen Morea teilnahm. Murad war Berichten zufolge entmutigt von der Stärke des Hexamilion, aber Turahan bestand auf einem Angriff. Mit Hilfe der Artillerie durchbrachen die Osmanen erneut die byzantinische Verteidigung und verwüsteten die Peloponnes nach Belieben. Infolgedessen wurde das Despotat von Morea nun offiziell zu einem osmanischen Vasallenstaat. Anfang Oktober 1452 führten Turahan und seine Söhne Ahmed und Ömer eine große Truppe auf der Peloponnes. Sultan Mehmed II. befahl ihnen, im Winter dort zu bleiben, um zu verhindern, dass die Despoten Thomas und Demetrios ihrem Bruder, Kaiser Konstantin XI. während des Angriffs auf Konstantinopel im Jahr 1453 zur Hilfe eilen konnten. Turahan überwand erneut das Hexamilion und drang in Morea ein, wobei er von Korinth über Argolis und Arkadien nach Messenien marschierte. Die Byzantiner leisteten wenig Widerstand, obwohl Turahans Sohn Ahmed in einem Hinterhalt in Dervenakia gefangen genommen und in Mystras inhaftiert wurde.
Der Fall von Konstantinopel am 29. Mai 1453 hatte große Auswirkungen auf Morea. Die beiden Despoten, die Brüder Demetrios und Thomas, verabscheuten sich und waren unter ihren eigenen Untertanen unbeliebt. Im Herbst brach ein Aufstand gegen sie aus, der sowohl von den albanischen Einwanderern als auch von den einheimischen Griechen unterstützt wurde und sich schnell ausbreitete. Als Vasallen des Sultans riefen die Despoten das osmanische Reich um Hilfe an, und Turahans Sohn Ömer traf im Dezember ein. Nach einigen militärischen Erfolgen reiste er ab, nachdem er die Freilassung seines Bruders aus der Gefangenschaft gesichert hatte. Doch der Aufstand ließ nicht nach und im Oktober 1454 musste Turahan selbst eingreifen. Nach der Eroberung einiger Festungen kapitulierte die rebellische Bevölkerung. Turahan riet den beiden Palaiologoi, ihre Differenzen zu beenden und vernünftig zu regieren, und verließ dann die Halbinsel. Doch die beiden Brüder konnten sich nicht versöhnen, stritten sich bald erneut und konspirierten mit westlichen Mächten gegen den Sultan. Als Vergeltungsmaßnahme zog Mehmed II. 1458 erneut in Morea ein und eroberte die nordwestliche Hälfte des Landes, die unter Ömer eine osmanische Provinz wurde. Der Rest des Despotats folgte 1460.
Turahan selbst wurde im Oktober 1455 nach Adrianopel zurückgerufen und starb wohl im August 1456. Er wurde in Kırkkavak nahe Uzunköprü in Thrakien bestattet, seine türbe  steht aber bis heute in der Stadt. Seine Nachkommen, die Turahanoğlu, waren bis zum Ende der osmanischen Herrschaft im späten 19. Jahrhundert wohlhabende Landbesitzer in Thessalien. Mit Ausnahme seiner Söhne erlangten sie jedoch keine größere Bedeutung.

## Vermächtnis
Turahan Bey gehörte zu den großen halbautonomen osmanischen „Markgrafen“ (uc beyi) des Balkans des 15. Jahrhunderts. Er war maßgeblich an der Errichtung der osmanischen Herrschaft in Thessalien und Zentralgriechenland beteiligt. Abgesehen von seinen Eroberungskampagnen holte er 5.000 türkische Siedler (Yörüken und Einwohner von Konya), die er in zwölf Dörfern in der gesamten Provinz ansiedelte, um die osmanische Militärkontrolle zu stärken. Nach Turahans arabischsprachiger Biographie, die laut dem schottischen Reisenden David Urquhart in den 1830er Jahren in Tyrnavos noch existierte, war er außerdem der erste, der eine griechische Miliz für die gesetzlosen Bergregionen Mittelgriechenlands einrichtete, die Vorläufer des späteren Armatolen, die im 19. Jahrhundert als Rebellen im Freiheitskampf der Arvaniten gegen die osmanische Herrschaft kämpften.
Turahan ergriff auch verschiedene Maßnahmen, um Ordnung und Wohlstand in seiner Provinz wiederherzustellen, insbesondere die Gründung (oder Neugründung) der Stadt Tyrnavos, die zuvor eine kleine Siedlung gewesen war. Um die griechisch-orthodoxe Bevölkerung anzuziehen und zu schützen, gewährte er ihr besondere Privilegien, wie den besonderen Verwaltungsstatus als Waqf des Scherifen von Mekka, Steuerbefreiungen und das Verbot der osmanischen Truppen, die Stadt zu durchqueren. Er gab der Stadt auch eine Moschee (zerstört nach der griechischen Annexion von Thessalien im Jahr 1881) und eine Kirche, St. Nikolaus Turahan, die bis heute erhalten ist. Turahan stiftete in der Provinz auch viele andere öffentliche Einrichtungen wie Moscheen, Klöster, Madrasen, Schulen, Karawansereien, Brücken und Bäder. Er kümmerte sich auch um die Erhaltung und Förderung der thessalischen Baumwoll-, Seiden- und Wolltextilindustrie, sodass ihm später die Einführung neuer Färbetechniken auf der Basis von gelben Beeren, Färberkrapp und der Kali-Salzkraut zugeschrieben wurden. Von dort aus verbreiteten sich diese Färbematerialien auf ganz Rumelien und von dort nach Westeuropa.

## Stammbaum
Nach Franz Babinger in der Enzyklopädie des Islam:
|                  |                  |                  |                  |                  |                  | Pascha Yiğit Bey |  |           |           |           |           |             |             |             |             |             |             |          |          |           |           |           |           |           |           |
|                  |                  |                  |                  |                  |                  |                  |  |           |           |           |           |             |             |             |             |             |             |          |          |           |           |           |           |           |           |
| Ishak Bey        | Ishak Bey        | Ishak Bey        | Ishak Bey        | Ishak Bey        | Ishak Bey        |                  |  |           |           |           |           | Turahan Bey | Turahan Bey | Turahan Bey | Turahan Bey | Turahan Bey | Turahan Bey |          |          |           |           |           |           |           |           |
| Ishak Bey        | Ishak Bey        | Ishak Bey        | Ishak Bey        | Ishak Bey        | Ishak Bey        |                  |  |           |           |           |           | Turahan Bey | Turahan Bey | Turahan Bey | Turahan Bey | Turahan Bey | Turahan Bey |          |          |           |           |           |           |           |           |
|                  |                  |                  |                  |                  |                  |                  |  |           |           |           |           |             |             |             |             |             |             |          |          |           |           |           |           |           |           |
| Isa Bey Isaković | Isa Bey Isaković | Isa Bey Isaković | Isa Bey Isaković | Isa Bey Isaković | Isa Bey Isaković |                  |  | Ahmed Bey | Ahmed Bey | Ahmed Bey | Ahmed Bey | Ahmed Bey   | Ahmed Bey   |             |             | Ömer Bey    | Ömer Bey    | Ömer Bey | Ömer Bey | Ömer Bey  | Ömer Bey  |           |           |           |           |
| Isa Bey Isaković | Isa Bey Isaković | Isa Bey Isaković | Isa Bey Isaković | Isa Bey Isaković | Isa Bey Isaković |                  |  | Ahmed Bey | Ahmed Bey | Ahmed Bey | Ahmed Bey | Ahmed Bey   | Ahmed Bey   |             |             | Ömer Bey    | Ömer Bey    | Ömer Bey | Ömer Bey | Ömer Bey  | Ömer Bey  |           |           |           |           |
|                  |                  |                  |                  |                  |                  |                  |  |           |           |           |           |             |             |             |             |             |             |          |          |           |           |           |           |           |           |
|                  |                  |                  |                  |                  |                  |                  |  |           |           |           |           | Hasan Bey   | Hasan Bey   | Hasan Bey   | Hasan Bey   | Hasan Bey   | Hasan Bey   |          |          | Idris Bey | Idris Bey | Idris Bey | Idris Bey | Idris Bey | Idris Bey |
|                  |                  |                  |                  |                  |                  |                  |  |           |           |           |           | Hasan Bey   | Hasan Bey   | Hasan Bey   | Hasan Bey   | Hasan Bey   | Hasan Bey   |          |          | Idris Bey | Idris Bey | Idris Bey | Idris Bey | Idris Bey | Idris Bey |

## Rezeption
In der türkischen Fernsehminiserie Fatih über das Leben von Mehmed II. spielt Dağhan Külegeç in einer Hauptrolle Turahan Bey. In der Serie verliebt sich Turahan Bey in eine Tochter des Sultans.